# 天壇ゴールデンリクエスト
天壇ゴールデンリクエスト（てんだんゴールデンリクエスト）は、1964年10月7日から1968年7月31日まで近畿放送（現 KBS京都）で放送していた、ラジオのリクエスト番組である。スポンサーは焼肉店の「天壇」。曜日ごとにリクエストを募る音楽のジャンルは異なり、桂米朝が司会を務める水曜日は歌謡曲がテーマであった。当初はナイターオフ番組としてスタートしたが、次第にトーク番組に番組の性格が変わっていった水曜日は好評のため、ナイターシーズンに入っても番組が継続された。